# ロマン峠
ロマン峠（ろまんとうげ）は、かつてプロダクション人力舎で活動していた日本のお笑いコンビ。2021年9月4日解散。

## メンバー
- 井上 正太（いのうえ しょうた、1981年7月8日（43歳） - ）ツッコミ担当
東京都小平市出身。
身長178cm、体重75㎏、血液型A型。
東京工科大学大学院中退。
趣味・特技はプロ野球観戦（埼玉西武ライオンズ）、草野球、ホームページ作成。
スクールJCA17期生。17期生として卒業後はフリーで活動し、『となりのコーポ』というコンビでツッコミを担当。マセキ芸能社主催のライブ「オリーブゴールド」などに出演していたが相方の引退に伴い解散し、その後JCAに18期生として入り直している[1]。
2021年1月出演の事務所ライブ「バカ爆走!」にて、一般女性と結婚した事を発表した[2]。
解散後は、ピン芸人『井上が来たぞ』として活動。

- 平岡 隼馬（ひらおか じゅんま、1987年2月6日（38歳） - ）ボケ、ネタ作り担当
静岡県静岡市出身。
身長168cm、体重58㎏、血液型O型。
趣味・特技はラグビー、漫画、テレビゲーム。
スクールJCA18期生。在学中に『椿屋スケッチショー』というカルテットを組んでいた（メンバーには坂口ススムや元レトロ小町の吉澤宏明らが在籍）[1]。
とても髭が濃いため、クリニックに通い脱毛治療を行っている。
解散後は「平岡」と改名し、2022年4月23日よりきったん（元根菜キャバレー）とのユニット『キャロパン』として活動[3]。同年11月1日にコンビとして正式に活動していく事を発表し、同日付けでサンミュージックプロダクションへ移籍となった[4][5][6]。

### 旧メンバー
- 坂口 ススム（さかぐち すすむ、1983年12月13日（41歳） - ）
トリオ『サービス』時代のメンバー。
福岡県出身。血液型B型。スクールJCA18期生。2014年引退。

## 略歴
スクールJCA17期生の井上と、18期生の平岡による先輩後輩コンビ。当初はもう一人のメンバーであった坂口ススムを含み、トリオ『サービス』として2009年より活動。
しかしメンバーであった坂口ススムの引退に伴い、2014年5月よりコンビ『ロマン峠』として活動を始める。コンビ名の名付け親は、ガク（真空ジェシカ）。ちなみに井上は岡野陽一が考案した「象牙スキスキマン」というコンビ名を気に入っていたが、平岡に大反対され却下となった。
2014年から2年連続でキングオブコントの準決勝へと進出し、また2021年までにかけ計4回の準々決勝進出を果たす。
2021年8月30日、所属事務所の公式ホームページにて解散する事を発表。同年9月4日開催の事務所ライブ「バカ爆走! 夜公演『コントの日』」が最後の舞台となった。その後、平岡はきったん（元根菜キャバレー）とコンビ『キャロパン』を結成し、サンミュージックプロダクションへ移籍。井上は事務所に残り、ピン芸人『井上が来たぞ』としてそれぞれ芸人活動を継続している。

## 芸風
ネタは主にコント。平岡が強烈なキャラクターを演じる演劇性の高い芸風で、主な代表作には「謝罪会見」「ボクシング」「スカイダイビング」などがあった。

## 賞レース戦績
- 2014年 キングオブコント 準決勝進出
- 2015年 キングオブコント 準決勝進出
- 2017年 キングオブコント 準々決勝進出
- 2018年 キングオブコント 準々決勝進出
- 2019年 キングオブコント 準々決勝進出
- 2021年 キングオブコント 準々決勝進出

## 出演

### テレビ
- PON!（日本テレビ、2015年10月20日） - お笑い数うちゃPON![10]
- 水曜日のダウンタウン（TBSテレビ、2017年7月15日） - 井上のみ、「芸人なら自分のネタと同じ状況が現実に起きたら完璧にツッコめる説」仕掛け人
- 冗談手帖（BSフジ、2017年10月18日）
- 白黒アンジャッシュ（チバテレ、2018年7月10日）
- 冗談騎士（BSフジ、2019年4月3日）

### ラジオ
- マイナビ Laughter Night（TBSラジオ、2018年12月7日・2020年9月18日[11]）

### ライブ
- バカ爆走!（事務所ライブ、新宿Fu-） - 毎月1〜6日
- どっきん（事務所ライブ、新宿バティオス）

## 単独公演
- 第1回単独公演『峠攻め』（2016年2月19日、新宿バティオス）[12]
- 第2回単独公演『桃源郷』（2018年5月11日・12日、しもきた空間リバティ）
- 第3回単独公演『トゥゲザー』（2018年11月29日・30日、しもきた空間リバティ）[13]